# Barry V. L. Potter

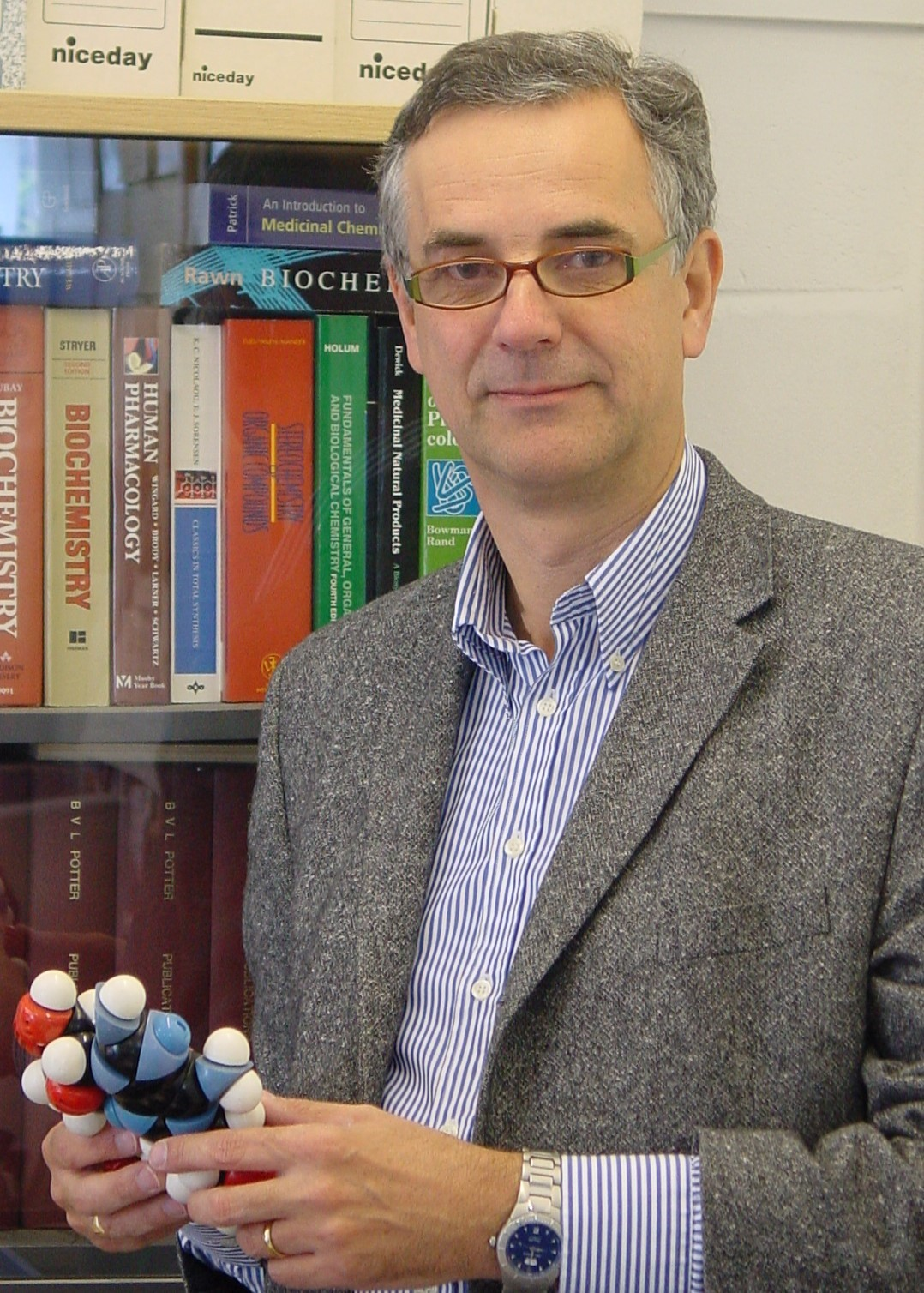
Barry Potter (2007) mit dem Kalottenmodell eines Second Messenger

Barry Victor Lloyd Potter (* 1953 in Brighton) ist ein britischer Chemiker und Hochschullehrer. Er lehrte zwischen 1990 und 2015 als Professor für Medizinische Chemie an der University of Bath sowie anschließend bis zu seiner Emeritierung 2021 als Professor für Medizinische und Biologische Chemie an der University of Oxford. Seine Forschung beschäftigte sich schwerpunktmäßig mit den chemischen Zusammenhängen der Signaltransduktion sowie dem Wirkstoffdesign und der Pharmaforschung zur Behandlung von Krebserkrankungen.

## Leben und Ausbildung
Potter besuchte die Hove County Grammar School in der Grafschaft East Sussex. Er schloss das Chemiestudium an der renommierten University of Oxford mit einem B.A. am Worcester College (1977) und einem M.A. am Wolfson College (1980) ab. Anschließend beschäftigte sich Potter, der zu diesem Zeitpunkt bereits mehrere Auszeichnungen und Stipendien erhalten hatte, als Junior Research Fellow am Wolfson College mit der Stereochemie von enzymkatalysierten Phosphoryl-Transferreaktionen und wurde mit einer Untersuchung der Reaktionsmechanismen von Enzymen unter Verwendung von Substratanaloga zum Doctor of Philosophy (D.Phil) promoviert. Zwischen 1981 und 1984 arbeitete er als Postdoc, finanziert durch eine Fellowship der Royal Society, am Max-Planck-Institut für experimentelle Medizin im niedersächsischen Göttingen unter Fritz Eckstein auf den Gebieten der Nukleinsäuren und Molekularbiologie, zeitweise auch als wissenschaftlicher Mitarbeiter der Max-Planck-Gesellschaft. Für seine herausragenden Publikationen zur biologischen Chemie wurde Potter von der University of Oxford 1993 außerdem der Titel eines Doctor of Science (D.Sc) verliehen. Barry Potter ist verheiratet und hat eine Tochter.

## Karriere und Forschung
Potter arbeitete seit 1984 als Lecturer für Biologische Chemie an der University of Leicester, seit 1987 außerdem als Research Fellow des Lister Institute of Preventive Medicine. Zwischen 1990 und 2015 hatte Potter den Lehrstuhl für Medizinische Chemie an der University of Bath, anschließend bis zu seiner Emeritierung 2021 den Lehrstuhl für Medizinische und Biologische Chemie an der University of Oxford inne. Die umfangreichen wissenschaftlichen Tätigkeiten umfassen außerdem Gastprofessuren an den Universitäten Oxford (2006 bis 2015) und Bath (2015 bis voraussichtlich 2024).
Seine interdisziplinäre Forschung, bei der hauptsächlich die synthetisch-organische Chemie eingesetzt wird, bewegt sich an den Schnittstellen zwischen Chemie, Biologie und Medizin. Sie umfasst die medizinische und biologische Chemie, die chemische Biologie sowie das Wirkstoffdesign, die Entdeckung und die Entwicklung von Medikamenten, insbesondere für die Onkologie und die Frauengesundheit.
Besondere Bedeutung haben seine Enzym-mechanistischen Arbeiten zur Stereochemie von Enzymreaktionen, die Phosphatgruppen übertragen (beispielsweise Kinasen, Phosphatasen, Polymerasen und Nukleasen), die Anwendung synthetischer chiraler isotopomerer Phosphate unter Verwendung verschiedener Isotope und wissenschaftlicher Ansätze für internukleotide Bindungen, außerdem die Anwendung von Techniken der synthetischen und biologischen Chemie auf die zelluläre Signalübertragung durch die Untersuchung der Calcium-freisetzenden Second Messenger Inositoltrisphosphat (IP3), Zyklische ADP-Ribose (cADPR), Nicotinsäureadenindinukleotidphosphat (NAADP) und Adenosin-Diphosphat-Ribose (ADPR) sowie die Ausweitung der Techniken in der Nukleotid- und Kohlenhydratchemie.
Im Rahmen der Pharmaforschung entdeckte Potter gemeinsam mit seiner Forschungsgruppe den ersten potenten Inhibitor für das Enzym Steroidsulfatase (STS). Dieser Hemmstoff, das Estronsulfamat (EMATE), wurde innerhalb klinischer Versuche erprobt und als „first-in-class“ identifiziert. In Zusammenarbeit mit Michael J. Reed vom Imperial College London wurden anschließend die sulfamatbasierten Arzneimittel Irosustat (STX-64) und Estradiolsulfamat (E2MATE) entwickelt, deren Wirkung bei Hormonersatztherapie, Endometriose, postmenopausalem Estrogenrezeptor-positivem Brustkrebs, fortgeschrittenem bzw. metastatischem oder rezidivierendem Estrogenrezeptor-positivem Endometriumkarzinom und kastrationsresistentem Prostatakrebs in zahlreichen klinischen Studien nachgewiesen wurde. Aus dieser Kollaboration heraus entstand 1997 die Sterix Limited, eine Ausgründung der University of Bath und des Imperial College London; das Unternehmen wurde 2004 von der französischen Ipsen Group übernommen. Im Mausmodell wurde außerdem belegt, dass eine orale Behandlung mit Irosustat die Symptome der Alzheimer-Krankheit lindert. Diese Feststellung deutet darauf hin, dass das Medikament die Blut-Hirn-Schranke überwindet und potenziell zur Verzögerung des Alterns und zur Behandlung von Alterskrankheiten eingesetzt werden kann.
In den Jahren 2020/21 veröffentlichte die chemische Fachzeitschrift Molecules unter dem Titel „From Cell Signalling to Anticancer Drug Discovery“ (Von der zellulären Signalübertragung zur Entdeckung von Krebsmedikamenten) eine thematische Sonderausgabe zu Ehren des britischen Forschers. Potter verfasste bislang (Stand: 2023) mehr als 550 Aufsätze, die nach Peer Reviews in verschiedenen Fachzeitschriften publiziert wurden. Er ist Inhaber von 45 Patenten der United States Patent and Trademark Office (USPTO). Bei knapp 24,000 erfassten Zitierungen weist Potters h-Index einen Wert von 76 und der i10-Index einen Wert von 430 auf.

## Ehrungen (Auswahl)
Auszeichnungen
- 2007: UCB-Celltech Industrially Sponsored Award (RSC)
- 2007/08: George and Christine Sosnovsky Award in Cancer Therapy (RSC)[11]
- 2009: GlaxoSmithKline International Achievement Award (RSC)
- 2009: Malcolm Campbell Memorial Prize (RSC)[12], gemeinsam mit L. W. Lawrence Woo, Atul Purohit und Michael J. Reed
- 2010: Interdisciplinary Prize (RSC) „für seine innovative Anwendung von Techniken der synthetischen organischen Chemie auf Herausforderungen der Biologie und Medizin; seine weitreichenden Studien befassen sich sowohl mit grundlegenden als auch mit angewandten Herausforderungen“[13]
- 2012: European Life Science Awards – „Investigator of the Year“ (Forscher des Jahres)
- 2015/16: BMCS Lectureship (RSC)[14]
- 2018: Tu Youyou Award „für seine herausragenden Beiträge zur medizinischen Chemie und chemischen Biologie durch Forschungen mit einer engen Verbindung zur Naturstoffchemie“[15]
- 2022: Verleihung der Ehrendoktorwürde der University of Bath (D.Sc honoris causa)[16]

Mitgliedschaften
Potter wurde außerdem zum Mitglied verschiedener Gelehrtengesellschaften ernannt: 1981 zum Fellow der Royal Society of Chemistry (FRSC), 2008 zum Fellow der (heutigen) Royal Society of Biology (FRSB) und zum Fellow der Academy of Medical Sciences (FMedSci), 2009 zum Mitglied der Academia Europaea (MAE) und 2022 zum Honorary Fellow der British Pharmacological Society (HonFBPhS).